# Vlag van Warffum

Vlag van de gemeente Warffum
(1985-1990)

De vlag van Warffum werd op 31 oktober 1985 door de gemeenteraad van Warffum vastgesteld als gemeentevlag.
De vlag verviel als gemeentevlag toen in 1990 Warffum opging in Hefshuizen. Deze gemeente is in 1992 hernoemd tot Eemsmond. Sinds 2019 valt Warffum onder de gemeente Het Hogeland.

## Beschrijving en verklaring
De vlag kan als volgt worden beschreven:
Drie banen van rood, wit en rood met een hoogteverhouding van 2:12; in de broektop een wit Maltezer kruis met een hoogte van 3/10 van de vlaghoogte.
De kleuren zijn ontleend aan het gemeentewapen, evenals het kruis. In plaats van een zwaard zoals op het wapen toont de vlag een smalle witte baan.

## Verwante afbeeldingen

Het wapen van Warffum